# Eastern-Air-Lines-Flug 980
Der Eastern-Air-Lines-Flug 980 (Flugnummer IATA: EA980, ICAO: EAL980, Funkrufzeichen: EASTERN 980) war ein Linieninterkontinentalflug von der paraguayischen Hauptstadt Asunción nach Miami, Florida mit planmäßigen Zwischenstopps in La Paz, Bolivien sowie Guayaquil, Ecuador. Am 1. Januar 1985 verunglückte auf diesem Flug eine Boeing 727–225 Adv. der Eastern Air Lines am Berg Illimani in Bolivien, wobei alle 29 Insassen der Maschine ums Leben kamen. Der Aufprall erfolgte in einer Höhe von etwa 6.000 Metern über Meereshöhe. Es handelt sich um den in weltweit höchster Höhe erfolgten Controlled flight into terrain in der Geschichte der kommerziellen Luftfahrt. Da der Cockpit Voice Recorder und der Flugdatenschreiber nie geborgen werden konnten, konnte die exakte Unfallursache nie geklärt werden.

## Maschine
Bei dem verunglückten Flugzeug handelte es sich um eine Boeing 727-225 Adv., die zum Zeitpunkt des Unfalls zwei Jahre und zehn Monate alt war. Die Maschine trug die Werknummer 22556, es handelte sich um die 1793. von 1832 produzierten Maschinen des Typs Boeing 727. Die betroffene Boeing 727 wurde im Werk von Boeing auf dem Boeing Field im Bundesstaat Washington montiert und absolvierte am 12. März 1982 ihren Erstflug, ehe sie am 7. April 1982 neu an die Eastern Airlines ausgeliefert wurde, bei der sie das Luftfahrzeugkennzeichen N819EA und die Flottennummer 819 erhielt. Das dreistrahlige Mittelstrecken-Schmalrumpfflugzeug war mit drei Turbojettriebwerken des Typs Pratt & Whitney JT8D-17AR ausgestattet.

## Besatzung
An Bord der Maschine befand sich eine zehnköpfige Flugbesatzung, die sich aus einer dreiköpfigen Cockpitbesatzung, bestehend aus dem Flugkapitän Larry Campbell, dem Ersten Offizier Kenneth Rhodes und dem Flugingenieur Mark Bird zusammensetzte sowie aus einer siebenköpfigen Kabinenbesatzung, bestehend aus sieben Flugbegleiterinnen.

## Passagiere
Den ersten Flugabschnitt von Asunción nach La Paz hatten 19 Passagiere angetreten, die Staatsbürger der Vereinigten Staaten, von Südkorea und Paraguay waren. Unter den Passagieren befanden sich auch zwei zu diesem Zeitpunkt außer Dienst befindliche Piloten der Eastern Airlines.

## Flugplan
Der Linieninterkontinentalflug EA980 sollte um 17:57 Uhr am Neujahrstag 1985 vom Flughafen Asunción starten. Der erste Flugabschnitt sollte zum Flughafen La Paz in Bolivien führen. Anschließend sollte die Maschine zum Flughafen Guayaquil fliegen, ehe mit ihr schließlich der letzte Flugabschnitt zum Miami International Airport in Florida, USA geflogen werden sollte.

## Unfallhergang
Im Anflug auf La Paz berichteten die Piloten der zuständigen Flugsicherung, dass sie den in einer Entfernung von 55 Seemeilen südöstlich des Zielflughafens befindlichen Knotenpunkt „DAKON“ überflogen hätten. Die Maschine befand sich zu diesem Zeitpunkt in einer Flughöhe von 25.000 Fuß. Die Piloten erhielten anschließend die Freigabe zum Sinkflug auf 18.000 Fuß, die diese daraufhin bestätigten. Die Maschine sollte anschließend dem Luftweg UA 320 bei einem Kurs von 134 Grad in Richtung des Drehfunkfeuers von La Paz folgen, wich jedoch erheblich vom Kurs ab, wahrscheinlich, als die Piloten versuchten eine Schlechtwetterfront zu umfliegen. Die Maschine prallte in 19.600 Fuß (ca. 6.000 Meter) Höhe gegen eine Flanke des Berges Illimani, eines 6.439 Meter hohen Andengipfels. Die Unfallstelle befand sich etwa 26 Seemeilen vom Drehfunkfeuer in La Paz und 25 Seemeilen von der Landebahn 09R des Flughafens entfernt.

## Unfallermittlung, Suche nach den Flugschreibern
Es wurde vermutet, dass die Besatzung der Maschine aufgrund der Dunkelheit, der schwierigen Wetterverhältnisse und ohne visuelle Referenzpunkte in der Umgebung das hohe Gelände entlang der geflogenen Route nicht sehen und meiden konnte.
Eine unmittelbare Bergung und Unfallermittlung war aufgrund der winterlichen Verhältnisse auf dem Illimani nicht möglich. Im Oktober 1985 erreichte eine Expedition von bolivianischen Bergsteigern und US-amerikanischen Flugunfallermittlern, darunter dem NTSB-Chefermittler Greg Feith, die Unfallstelle. Die Expedition konnte weder Leichen noch die Flugschreiber finden. Die Wrackteile waren über ein breites Gebiet verstreut und mit einer sechs bis neun Meter dicken Schicht Schnee bedeckt. Es konnten lediglich kleine Wrackteile aus dem Cockpit der Maschine, Gegenstände aus der Kabine sowie Flugdokumente geborgen werden. Als sich die Wetterverhältnisse verschlechterten und einige Expeditionsteilnehmer eine Höhenkrankheit entwickelten, sah sich die Expedition gezwungen, umzukehren, ohne die Flugdatenschreiber geborgen zu haben.
Im Mai und Juni 2016 erreichte eine weitere, private Expedition unter der Leitung von Dan Futrell und Isaac Stoner den Unfallort. Die Suchbedingungen waren deutlich leichter als 31 Jahre zuvor, da aufgrund der globalen Erwärmung der Gletscher des Illimani teilweise geschmolzen war und so Spuren des Unfalls besser zu sehen waren. Die Expedition fand Leichenteile sowie viele Krokodilhäute, die auf Schmuggelaktivitäten an Bord des Flugzeugs schließen ließen. Ferner konnten orange lackierte Metallstücke mit Kabelresten und der Aufschrift „CKPT VO RCDR“ geborgen werden, ebenso wie Magnetbänder, die die Expeditionsmitglieder für den Stimmrekorder hielten. Eine Auswertung der Bänder durch das National Transportation Safety Board zeigte jedoch, dass es sich nur um Teile des Stimmrekordergehäuses handelte. Die Magnetbänder hatten zudem nichts mit dem Stimmrekorder zu tun – auf ihnen befand sich ein 18-minütiger, in Spanisch vertonter Ausschnitt der Fernsehserie I spy (dt.: Tennisschläger und Kanonen), einer Krimiserie von 1965 mit Bill Cosby und Robert Culp.